# 赤松祐高
赤松 祐高（あかまつ すけたか）は、安土桃山時代から江戸時代初期にかけての武将。

## 生涯
永禄2年（1559年）、赤松政秀の子として誕生。天正5年（1577年）、中国地方に侵攻してきた織田氏の家臣・羽柴秀吉に兄・斎村政広と共に降伏する。以後も秀吉に従い、半田山家鼻城1万石を領す。慶長5年（1600年）、関ヶ原の戦いでは兄同様、始め石田三成の西軍に与するが、徳川方の東軍に寝返る。兄政広の切腹後に流浪した。
大坂の陣では浪人衆として、豊臣秀頼に仕え大坂城に篭城。慶長20年（1615年）の大坂夏の陣後、播磨国に逃れて播磨網干大覚寺に篭るが、池田利隆の兵に囲まれたため、衆兵を救わんとして切腹した。享年57。
嫡男・祐則は半田山で帰農し、郷長となる。子孫は曽谷氏と称し、現在に至る。